# Vertige spatial
Vertige spatial (titre original : Ordeal in Space) est une nouvelle de Robert Heinlein publiée pour la première fois dans le magazine Town and Country en mai 1948 (en 1967 en français par OPTA), et faisant partie de l’Histoire du futur.

## Résumé
Un astronaute réalisant une sortie extravéhiculaire se retrouve tournoyant dans le vide, à deux doigts de tomber dans l'espace. Il en garde une acrophobie extrême, qui le rend incapable de contempler à nouveau le vide ou même le ciel de la Terre.
Mis en congé illimité, il tente de se réadapter à la vie terrestre, et c'est finalement en sauvant un petit chat qu'il vainc sa peur panique.

## Éditions en français
- dans Histoire du futur (Tome 1),  OPTA, coll. Club du livre d'anticipation no 10, 1967.
- dans Histoire du futur (Tome 2), Les Vertes Collines de la Terre, Presses-Pocket/Pocket, coll. Science-fiction no 5063, 1979 (rééd. 1989)
- dans Histoire du futur (Tome II), Les Vertes Collines de la Terre, Gallimard, coll. Folio SF no 208, 2005.